# Józef Szeląg
Józef Szeląg ps. „Biały” (ur. 5 listopada 1895 w Petryłowie, zm. w maju 1942 w Warszawie) – podpułkownik piechoty Wojska Polskiego, kawaler Orderu Virtuti Militari.

## Życiorys
Urodził się w Petryłowie, w ówczesnym powiecie tłumackim Królestwa Galicji i Lodomerii, w rodzinie Michała i Marii z Filopów .
Po zakończeniu I wojny światowej wstąpił do Wojska Polskiego. Mianowany kapitanem piechoty. Uczestniczył w wojnie polsko-bolszewickiej w szeregach 4 pułku piechoty Legionów, za co otrzymał Order Virtuti Militari.
W 1930 roku był komendantem Przysposobienia Wojskowego Czortków. 2 grudnia 1930 roku został awansowany na majora ze starszeństwem z dniem 1 stycznia 1931 i 14. lokatą w korpusie oficerów piechoty. Z dniem 5 stycznia 1931 roku został powołany do Wyższej Szkoły Wojennej w Warszawie, w charakterze słuchacza dwuletniego kursu 1930–1932. W marcu 1932 roku, nie ukończywszy kursu, został przeniesiony do 13 pułku piechoty w Pułtusku na stanowisko dowódcy batalionu. 26 stycznia 1934 roku ogłoszono jego przeniesienie do 54 pułku piechoty na stanowisko kwatermistrza. 31 sierpnia 1935 roku został przesunięty ze stanowiska kwatermistrza na stanowisko dowódcy batalionu. Na stopień podpułkownika został mianowany ze starszeństwem z dniem 19 marca 1939 i 29. lokatą w korpusie oficerów piechoty. W tym czasie nadal pełnił służbę w 54 pp na stanowisku dowódcy II batalionu. W latach 30. pełnił funkcję zastępcy dowódcy 49 Huculskiego pułku strzelców w Kołomyi. Kierownik Bratniej Pomocy Zarządu Okręgu Tarnopol Związku Legionistów Polskich w 1936 roku.
Po wybuchu II wojny światowej w okresie kampanii wrześniowej 1939 roku został dowódcą improwizowanego pułku „Szeląg” w ramach Grupy „Stryj” gen. bryg. Stefana Dembińskiego. Następnie przedostał się na Węgry, gdzie pełnił funkcję komendanta obozu dla polskich żołnierzy w mieście Léva.
2 listopada 1941 roku wyruszył z Budapesztu do Polski. W trakcie przechodzenia granicy doznał ciężkich odmrożeń i zmarł w maju 1942 roku w Szpitalu Ujazdowskim w Warszawie . Pochowany na cmentarzu Powązkowskim w Warszawie (kwatera 209-6-18).
Był żonaty z Zofią z Chilewskich (1911–1944).

## Ordery i odznaczenia
- Krzyż Srebrny Orderu Wojskowego Virtuti Militari nr 6218 – 17 maja 1922[15][16][17][18]
- Krzyż Niepodległości – 6 czerwca 1931 „za pracę w dziele odzyskania niepodległości”[19]
- Krzyż Kawalerski Orderu Odrodzenia Polski – 2 maja 1922[20][21]
- Krzyż Walecznych czterokrotnie (po raz pierwszy, drugi i trzeci za służbę w KN III POW[22])[23]
- Złoty Krzyż Zasługi[10]
- Odznaka Pamiątkowa Więźniów Ideowych[24]